# Emma Ribom
Emma Sofia Ribom  (* 29. November 1997 in Kalix) ist eine schwedische Skilangläuferin.

## Werdegang
Ribom, die für den Piteå Elit startet, absolvierte im Januar 2014 in Piteå ihr erstes Rennen im Scandinavian-Cup, welches sie auf dem 52. Platz über 10 km klassisch beendete. Bei den Nordischen Junioren-Skiweltmeisterschaften 2015 in Almaty errang sie den 26. Platz im Sprint. Im folgenden Jahr holte sie bei den Nordischen Junioren-Skiweltmeisterschaften in Râșnov die Goldmedaille mit der Staffel. Zudem lief sie dort auf den 20. Platz über 5 km klassisch, auf den siebten Rang über 10 km Freistil und auf den fünften Platz im Sprint. Im März 2016 wurde sie in Torsby schwedische Juniorenmeisterin im Sprint. Bei den Nordischen Junioren-Skiweltmeisterschaften 2017 in Soldier Hollow kam sie auf den 15. Platz über 5 km Freistil und auf den sechsten Rang im Sprint. In der Saison 2018/19 errang sie mit fünf Top-Zehn-Platzierungen den vierten Platz in der Gesamtwertung des Scandinavian-Cup. Dabei erreichte sie Anfang März 2019 bei der Minitour in Madona mit dem dritten Platz im Sprint und dem zweiten Rang in der Tourwertung ihre ersten Podestplatzierungen im Scandinavian-Cup. Im selben Monat lief sie in Oslo ihr erstes Weltcuprennen. Dabei holte sie mit dem 26. Platz im 30-km-Massenstartrennen ihre ersten Weltcuppunkte. Bei den U23-Weltmeisterschaften 2019 in Lahti belegte sie den 18. Platz im Sprint, den 15. Rang über 10 km Freistil und den siebten Platz im 15-km-Massenstartrennen. Nach Platz 26 beim Ruka Triple zu Beginn der Saison 2019/20, wurde sie in Lillehammer Dritte mit der Staffel. Zum Saisonende errang sie bei der Skitour den neunten Platz und erreichte den 23. Platz im Gesamtweltcup. Bei den U23-Weltmeisterschaften 2020 in Oberwiesenthal gewann sie über 10 km klassisch und im 15-km-Massenstartrennen jeweils die Bronzemedaille und im Sprint die Goldmedaille.
In der Saison 2020/21 errang Ribom den 11. Platz beim Ruka Triple und den 21. Platz bei der Tour de Ski 2021. Dabei erreichte sie im Fleimstal mit dem dritten Platz im Sprint ihre erste Podestplatzierung im Weltcupeinzel. In Lahti wurde sie Zweite mit der Staffel. Beim Saisonhöhepunkt, den Nordischen Skiweltmeisterschaften 2021 in Oberstdorf, belegte sie den 18. Platz im Skiathlon und den 14. Rang im 30-km-Massenstartrennen. Nach Platz zwei mit der Staffel in Lillehammer zu Beginn der Saison 2021/22, kam sie in den Sprints dreimal unter den ersten Zehn, darunter Platz zwei in Lahti und errang damit den 24. Platz im Gesamtweltcup. Bei den Olympischen Winterspielen 2022 in Peking belegte sie den 29. Platz im 30-km-Massenstartrennen, den 19. Rang über 10 km klassisch und den sechsten Platz im Sprint.

## Erfolge

### Siege bei Weltcuprennen

#### Weltcupsiege im Einzel
| Nr. | Datum             | Ort         | Disziplin               |
| --- | ----------------- | ----------- | ----------------------- |
| 1.  | 25. November 2022 | Ruka        | 1,3 km Sprint klassisch |
| 2.  | 3. Dezember 2022  | Lillehammer | 1,6 km Sprint Freistil  |
| 3.  | 24. November 2023 | Ruka        | 1,4 km Sprint klassisch |
| 3.  | 9. Dezember 2023  | Östersund   | 1,4 km Sprint klassisch |

#### Weltcupsiege im Team
| Nr. | Datum             | Ort       | Disziplin                        |
| --- | ----------------- | --------- | -------------------------------- |
| 1.  | 24. März 2023     | Lahti     | 6 × 1,5 km Teamsprint Freistil 1 |
| 2.  | 3. Dezember 2023  | Gällivare | 4 × 7,5 km Staffel 2             |
| 3.  | 13. Dezember 2024 | Davos     | 6 × 1,2 km Teamsprint Freistil 1 |
| 4.  | 24. Januar 2025   | Engadin   | 4 × 5 km Mixed-Staffel 3         |

## Teilnahmen an Weltmeisterschaften und Olympischen Winterspielen

### Olympische Spiele
| Jahr und Ort | Wettbewerb | Wettbewerb | Wettbewerb | Wettbewerb | Wettbewerb | Wettbewerb |
| Jahr und Ort | 10 km      | Skiathlon  | 30 km      | Sprint     | Staffel    | Teamsprint |
| ------------ | ---------- | ---------- | ---------- | ---------- | ---------- | ---------- |
| Peking 2022  | 19.        | –          | 29.        | 6.         | –          | –          |

### Nordische Skiweltmeisterschaften
| Jahr und Ort    | Wettbewerb | Wettbewerb | Wettbewerb   | Wettbewerb | Wettbewerb | Wettbewerb |
| Jahr und Ort    | 10 km      | Skiathlon  | 30 / 50 km 4 | Sprint     | Staffel    | Teamsprint |
| --------------- | ---------- | ---------- | ------------ | ---------- | ---------- | ---------- |
| 2021 Oberstdorf | –          | 18.        | 14.          | –          | –          | –          |
| 2023 Planica    | –          | –          | 19.          | 2.         | 3.         | 1.         |
| 2025 Trondheim  | 18.        | 11.        | –            | 17.        | 1.         | –          |

## Platzierungen im Weltcup

### Weltcup-Statistik
Die Tabelle zeigt die erreichten Platzierungen im Einzelnen.
- 1.–3. Platz: Anzahl der Podiumsplatzierungen
- Top 10: Anzahl der Platzierungen unter den ersten zehn
- Punkteränge: Anzahl der Platzierungen innerhalb der Punkteränge
- Starts: Anzahl gelaufener Rennen in der jeweiligen Disziplin
- Hinweis: Bei den Distanzrennen erfolgt die Einordnung gemäß FIS.

| Platzierung               | Distanzrennen a | Distanzrennen a | Distanzrennen a | Distanzrennen a | Distanzrennen a | Skiathlon Verfolgung | Sprint | Etappen- rennen b | Gesamt | Team   | Team    |
| Platzierung               | ≤ 5 km          | ≤ 10 km         | ≤ 15 km         | ≤ 30 km         | > 30 km         | Skiathlon Verfolgung | Sprint | Etappen- rennen b | Gesamt | Sprint | Staffel |
| ------------------------- | --------------- | --------------- | --------------- | --------------- | --------------- | -------------------- | ------ | ----------------- | ------ | ------ | ------- |
| 1. Platz                  |                 |                 |                 |                 |                 |                      | 4      |                   | 4      | 2      | 2       |
| 2. Platz                  |                 |                 |                 |                 |                 |                      | 2      |                   | 2      | 1      | 3       |
| 3. Platz                  |                 |                 |                 |                 |                 |                      | 3      |                   | 3      |        | 1       |
| Top 10                    |                 | 5               |                 | 4               | 1               | 4                    | 25     | 1                 | 40     | 3      | 7       |
| Punkteränge               |                 | 25              | 1               | 11              | 2               | 14                   | 36     | 5                 | 94     | 3      | 7       |
| Starts                    |                 | 29              | 1               | 11              | 2               | 16                   | 38     | 5                 | 102    | 3      | 7       |
| Stand: Saisonende 2024/25 |                 |                 |                 |                 |                 |                      |        |                   |        |        |         |

### Weltcup-Gesamtplatzierungen
| Saison  | Gesamt | Gesamt | Distanz | Distanz | Sprint | Sprint |
| Saison  | Punkte | Platz  | Punkte  | Platz   | Punkte | Platz  |
| ------- | ------ | ------ | ------- | ------- | ------ | ------ |
| 2018/19 | 11     | 97.    | 5       | 84.     | 6      | 75.    |
| 2019/20 | 373    | 23.    | 167     | 23.     | 109    | 20.    |
| 2020/21 | 399    | 17.    | 188     | 18.     | 123    | 15.    |
| 2021/22 | 227    | 24.    | 52      | 34.     | 175    | 13.    |
| 2022/23 | 894    | 17.    | 306     | 29.     | 588    | 12.    |
| 2023/24 | 1636   | 9.     | 701     | 16.     | 785    | 6.     |
| 2024/25 | 669    | 26.    | 390     | 24.     | 279    | 25.    |